# Cacique Yatel
Cacique Yatel es una canción compuesta por el cantautor Hugo Giménez Agüero, nacido en Balcarce, pero patagónico por adopción.
La canción ha sido interpretada por numerosos artistas, destacándose principalmente cantantes patagónicos como Rubén Patagonia. Este último la grabó en el álbum Peso Argento en 1997 junto a Ricardo Iorio y Flavio Cianciarulo. Además, Rubén también la interpreta con la banda de metal argentino AONIKENK en su disco de 2001, El Sentir Metalero.
Con respecto a la letra de la canción dijo Hugo Giménez Agüero: "Viejos personajes de la historia patagónica. Yatel quiere decir en tehuelche piedra, y ese era el apellido del paisano que nosotros, un grupo de amigos, conocimos en su vejez en el año 1966. Ahí no más, a los pocos días falleció este hombre Yatel. Pero él vivía a la usanza de sus tiempos, no aceptaba casi nada de civilización, y ¿por qué digo casi? porque sólo aceptaba el boliche y la ginebra. Vivía en un kau, un toldo, cazaba con boleadora pero aceptaba el vasito de vidrio y la ginebra. Y allá iba al boliche y pedía tres ginebras y se las servían al hilo. Él tomaba una, la otra y hasta el final. Y los demás parroquianos lo invitaban "Che Yatel tomate otra", y él "no, no, ya me voy y ya me voy". Salía del boliche, daba una vuelta alrededor y entraba a tomarse otras tres más. Entre las cosas pícaras de Yatel, cuando encontramos cuando él murió sus cosas había una bandera celeste y blanca hecha de lona, que Piedrabuena le había dado a su abuelo para los que nacimos en Santa Cruz tengamos el orgullo de decir que somos argentinos"
El tema recuerda al cacique tehuelche Yatel, y cuenta acerca de sus andanzas por tierras patagónicas.